# Юніорська збірна Мексики з хокею із шайбою
Юніорська збірна Мексики з хокею із шайбою  — національна юніорська команда Мексики, що представляє країну на міжнародних змаганнях з хокею із шайбою. Опікується командою Федерація хокею Мексики, команда постійно бере участь у чемпіонаті світу з хокею із шайбою серед юніорських команд.

## Результати

### Чемпіонат Азії та Океанії до 18 років
- 1991  — 5 місце

### Чемпіонати світу з хокею із шайбою серед юніорських команд
- 2003 — 2 місце (Дивізіон ІІІ, Група А)
- 2004 — 1 місце (Дивізіон ІІІ)
- 2005 — 4 місце (Дивізіон ІІ, Група В)
- 2006 — 5 місце (Дивізіон ІІ, Група В)
- 2007 — 6 місце (Дивізіон ІІ, Група А)
- 2008 — 1 місце (Дивізіон ІІІ, Група А)
- 2009 — 6 місце (Дивізіон ІІ, Група А)
- 2010 — 2 місце (Дивізіон ІІІ, Група В)
- 2011 — 2 місце (Дивізіон ІІІ, Група В)
- 2012 — 3 місце (Дивізіон ІІІ)
- 2013 — 5 місце (Дивізіон ІІІ, Група А)
- 2014 — 5 місце (Дивізіон ІІІ, Група А)
- 2015 — 2 місце (Дивізіон ІІІ, Група А)
- 2016 — 6 місце (Дивізіон ІІІ, Група А)
- 2017 — 1 місце (Дивізіон ІІІ, Група В)
- 2018 — 2 місце (Дивізіон ІІІ, Група А)
- 2019 — 5 місце (Дивізіон ІІІ, Група А)
- 2022 — 5 місце (Дивізіон ІІІ Група А)
- 2023 — 4 місце (Дивізіон ІІІ Група А)
- 2024 — 2 місце (Дивізіон ІІІ Група А)
- 2025 — 1 місце (Дивізіон ІІІ Група А)